# Léon Piot
Pour les articles homonymes, voir Piot.
Léon Piot, né le 9 février 1845 à Paris et mort le 21 novembre 1922 à Lignol-le-Château (Aube), est un homme politique français.

## Biographie
Avocat, il est maire de Lignol-le-Château en 1869, conseiller de l'arrondissement de Bar-sur-Aube en 1870 et député de l'Aube de 1876 à 1877, siégeant à l'Appel au peuple. Il est battu en 1877, 1881, 1885 par Richard de Lédignan. En  1889, il se présente sous l'étiquette de boulangiste mais c'est à nouveau un échec et finit par abandonner la politique.

## Sources
- « Léon Piot », dans Adolphe Robert et Gaston Cougny, Dictionnaire des parlementaires français, Edgar Bourloton, 1889-1891 [détail de l’édition]